# Francisco Pons
Francisco Pons Alcoy (Beniparrell; 4 de julio de 1942-Masanasa, 13 de enero de 2018) fue un empresario español, presidente del grupo empresarial Importaco. Estuvo vinculado con diversas asociaciones empresariales como la Asociación Valenciana de Empresarios (AVE) de la que fue presidente entre 2003 y 2011, presidente y director general de la cooperativa Consum, fundador y presidente de Caja y vicepresidente del Grupo Eroski. En noviembre de 2011 fue propuesto para la vicepresidencia de Bankia.

## Biografía
Francisco Pons nació el 4 de julio de 1942 en Beniparrell, Valencia Sur, en el seno de una familia de comerciantes agrícolas. Su abuelo empezó el negocio comprando y distribuyendo productos agrícolas de primera necesidad. Años más tarde, su hijo tomó el relevo y especializó la empresa en diversos productos, entre los que sobresalían los cacahuetes y chufas.
Francisco Pons Alcoy tomó el relevo a los años 1965-1970 y continuó con la distribución y elaboración de frutos secos bajo la marca propia Casa Pons y también con otras marcas de la gran distribución. La empresa contaba en el momento del fallecimiento de Francisco Pons con una factoría en Beniparrell, delegaciones en dieciocho ciudades españolas y varias sociedades filiales. Su facturación en 2010 fue de 249 millones de euros y tiene una plantilla cercana a los 800 trabajadores. El Grupo Importaco ha convertido como uno de los principales distribuidores mundiales de este producto, y uno de los principales clientes en Valencia es Mercadona del empresario Juan Roig, al que conoció en los años ochenta.
Pons Alcoy fue también profesor mercantil por la Escuela de Comercio de Valencia y PADE por el IESE. Fundó y lideró varias iniciativas empresariales como Caixa Popular, una cooperativa de crédito valenciana; la también cooperativa Consum. Presidente de la escuela de empresarios EDEM y vicepresidente de ETNOR, fundación que lucha por la ética en el mundo de los negocios. En 2003 toma el relevo de Federico Félix al frente de la Asociación Valenciana de Empresarios (AVE). Abandonó el cargo en 2011 aunque se mantuvo a la directiva de la asociación.
A raíz de la dimisión de José Luis Olivas de la vicepresidencia de la entidad financiera Bankia, la junta directiva de AVE propuso a Francisco Pons para sustituirle. En septiembre de 2013 fue imputado por la malversación de fondos y las prácticas ilegales llevadas a cabo en dicha entidad.